# Nikolai Iwanowitsch Iordanski
Nikolai Iwanowitsch Iordanski (russisch Николай Иванович Иорданский; * 4. Dezember 1876, Nowochopjorsk; † 29. Dezember 1928, Moskau) war ein sowjetischer Botschafter.

## Leben

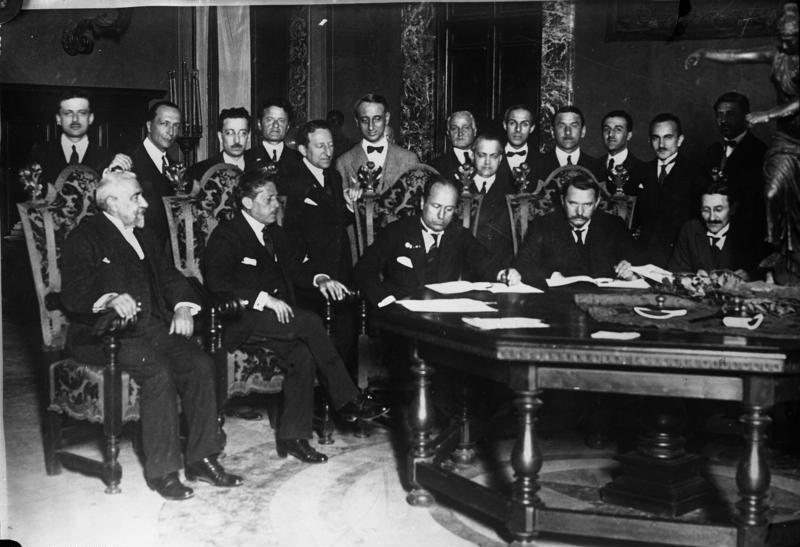
Die Unterzeichnung des italienisch-russischen Vertrages, in welchem die Anerkennung Russlands durch Italien enthalten ist. In der Mitte Mussolini zeichnet den Vertrag für Italien, rechts von ihm Iordanski, welcher für Russland zeichnete. 7. Februar 1924

Iordanski war der Sohn eines Kontorangestellten und als Journalist und Publizist tätig. Iordanski war ab 1899 in der russisch-sozialdemokratischen Bewegung der Menschewiki als Vertrauter von Georgi Walentinowitsch Plechanow aktiv. 1905 war er Mitglied des Exekutivkomitees des Petersburger Sowjets. Von 1909 bis 1917 gab er die Zeitschrift „Sowremenny Mir“ (Welt der Gegenwart) heraus und war Mitherausgeber der von „Swesda“ (Stern). Nach der Februarrevolution 1917 war er Kommissar der provisorischen Regierung an der Südwest-Front (Teilungen Polens, Ukraine).
Nach der Oktoberrevolution emigrierte er nach Helsingfors, wo er die prosowjetische russischsprachige Zeitung Put (Der Weg) herausgab. Er wurde Mitglied in der RKP und in der Narkompros beschäftigt. Später wurde er im von Leo Trotzki geleiteten Außenministerium beschäftigt. Trotzki beschreibt Iordanski in Europa im Krieg als  redaktionellen Leiter der Zeitschrift „Mir Boschi“ („Welt Gottes“). Er sei während des Ersten Weltkrieges ein fanatischer Sozialchauvinist gewesen und hätte sich während der Oktoberrevolution nach links entwickelt.
Er wurde bei Gosisdat beschäftigt.
Iordanski bezeichnete Alexei Nikolajewitsch Tolstoi als Apostel der sozialen Revolution.